# Rhaphuma nishidai
Rhaphuma nishidai là một loài bọ cánh cứng trong họ Cerambycidae.